# Водославка (Херсонская область)
Водославка (укр. Водославка) — село в Новотроицкой поселковой общине Генического района Херсонской области Украины.
Население по переписи 2001 года составляло 195 человек. Почтовый индекс — 75362. Телефонный код — 5548. Код КОАТУУ — 6524482002.